# یانوش کالمار
یانوش کالمار (انگلیسی: János Kalmár؛ زادهٔ ۱۶ آوریل ۱۹۴۲) ورزشکار شمشیربازی اهل مجارستان است.
وی در مسابقات کشوری و بین‌المللی در مجموع برندهٔ ۱ مدال برنز شده‌است.